# Eccellenza Lazio 2021-2022
Il campionato italiano di calcio di Eccellenza regionale 2021-2022 è stato il 31º organizzato in Italia. Rappresenta il quinto livello del calcio italiano. La stagione regolare è iniziata il 19 settembre 2021 e sarebbe dovuta terminare il 3 aprile 2022. I play-off/play-out si sarebbero dovuti disputare dal 6 aprile al 12 aprile 2022.
Il 10 gennaio 2022 il Comitato Regionale Lazio decide, in concomitanza con l'entrata in vigore del green pass rafforzato obbligatorio per lo svolgimento dell'attività di squadra anche all'aperto, di sospendere il campionato fino al 23 gennaio per permettere alle squadre e ad i suoi componenti di ottemperare alle predisposizione di legge. Alla ripresa del campionato è stato stilato un nuovo calendario che ha posto il termine della stagione regolare al 1º maggio, mentre i play-off/play-out si sono tenuti dall'8 al 15 maggio.
Tutte le squadre iscritte al campionato di Eccellenza hanno avuto diritto, salvo mancate iscrizioni, a partecipare alla fase regionale della Coppa Italia Dilettanti Lazio.

## Stagione

### Aggiornamenti
A causa della pandemia di COVID-19 in Italia e l'annullamento delle retrocessioni da parte della Federazione, il Comitato Regionale si è ritrovato con 44 squadre aventi diritto di iscriversi al campionato. Preso atto che tornare alla formula pre pandemia, ovvero due gironi da 18 squadre, non era una strada percorribile, si è deciso di confermare il format adottato in via straordinaria l'anno scorso, ovvero tre gironi da 16 squadre.
Ad inizio stagione il Comitato Regionale ha diramato il comunicato con il quale annuncia gli organici della stagione in corso. Di seguito le novità:
- Il Palestrina e il Pro Cisterna rinunciano all'iscrizione in campionato[7].

A completamento di organico vengono ripescate quindi dalla Promozione laziale ben 4 squadre, individuate tramite apposita graduatoria: Colleferro, Grifone Gialloverde, Certosa e Cantalice.
A inizio stagione avvengono le seguenti fusioni e cambio di denominazioni sociali:
- Il Corneto Tarquinia cambia denominazione in A.S.D. Parioli Calcio, trasferendo la propria sede ad Allumiere[9].
- W3 Roma Team e Giada Maccarese si fondono, dando vita alla A.S.D. W3 Maccarese[9].

### Formula
Il formato, solo per la stagione corrente, ha previsto la composizione di 3 gironi da 16 squadre. In materia di promozioni e retrocessioni fa fede il Comunicato Ufficiale del Comitato Regionale Lazio.

#### Promozioni
Come da comunicato ufficiale, le società classificatesi al 1º posto di ciascun girone verranno ammesse alla disputa dei play-off A, mentre le squadre classificatesi al 2º posto verranno ammesse alla disputa dei play-off B. In caso di parità al primo posto del girone, per determinare la squadra prima classificata si procederà all’effettuazione di una gara di spareggio. Analoga procedura verrà adottata in caso di parità al secondo posto del girone.
Le squadre ammesse ai play-off A si incontreranno tra loro con sistema all’italiana in gare di sola andata su campo neutro. In caso di pareggio al termine dei tempi regolamentari verranno eseguiti i tiri di rigore. La classifica verrà redatta assegnando 3 punti per la gara vinta nei tempi regolamentari, 2 punti per la gara vinta ai tiri di rigore, 1 punto per la gara persa ai tiri di rigore, 0 punti per la gara persa nei tempi regolamentari. In caso di pari punti al termine dei play-off la classifica osserverà i seguenti criteri di ordinamento:
- Maggior numero di punti conseguiti negli incontri diretti;
- Miglior differenza reti negli incontri diretti (non si calcolano i tiri di rigore)
- Sorteggio

Le società classificatesi al 1º e 2º posto al termine dei play-off A acquisiranno il titolo sportivo per richiedere l’iscrizione alla Serie D 2022-2023. La società terza classificata verrà ammessa ai play-off nazionali.
Analogo schema verrà seguito dai play-off B con l'eccezione che solo la prima squadra classificata verrò ammessa ai play-off nazionali.

#### Retrocessioni
Al termine della stagione sportiva 2021-2022 retrocederanno al Campionato di Promozione 2022-2023 sei squadre per ciascun girone, così distinte:
- Società classificate al 14º, 15º e 16º posto;
- Le ulteriori tre squadre verranno individuate mediante la disputa di gare di play-out tra le squadre classificate al 8º, 9º, 10º, 11º, 12º e 13º posto. I play-out non si svolgeranno se tra le due squadre designate risulterà un divario superiore a 8 punti in classifica.

Questi i gironi organizzati dal comitato regionale della regione Lazio.

## Girone A
| Club                             | Città (provincia)       | Stadio                                                          | Stagione precedente              |
| -------------------------------- | ----------------------- | --------------------------------------------------------------- | -------------------------------- |
| A.S.D. Aranova                   | Aranova, Fiumicino (RM) | Le Muracciole "A", Fiumicino                                    | 5º posto in Eccellenza girone A  |
| A.S.D. Astrea                    | Roma                    | Giuseppe Falcone, quartiere Casal del Marmo, Municipio Roma XIV | 6º posto in Eccellenza girone B  |
| A.S.D. Atletico Vescovio         | Roma                    | Academy Sport Center, quartiere Bufalotta, Municipio Roma III   | 8º posto in Eccellenza girone C  |
| Boreale Donorione A.S.D.         | Roma                    | Don Orione, quartiere Camilluccia, Municipio Roma XV            | 7º posto in Eccellenza girone A  |
| A.S.D. Campus Eur 1960           | Roma                    | Mario Tobia, quartiere Ostiense, Municipio Roma VIII            | 4º posto in Eccellenza girone B  |
| S.S.D. Certosa                   | Roma                    | Certosa, quartiere Centocelle, Municipio Roma V                 | -                                |
| A.S.D. Città di Cerveteri        | Cerveteri (RM)          | Enrico Galli "A", Cerveteri                                     | 4º posto in Eccellenza girone A  |
| A.S.D. Civitavecchia Calcio 1920 | Civitavecchia (RM)      | Vittorio Tamagnini, Civitavecchia                               | 6º posto in Eccellenza girone A  |
| A.S.D. Polisportiva Faul Cimini  | Vignanello (VT)         | Comunale, Vignanello                                            | 3º posto in Eccellenza girone A  |
| A.S. Fiumicino 1926              | Fiumicino (RM)          | Piero Garbaglia "A", Fiumicino                                  | 8º posto in Eccellenza girone A  |
| A.S.D. Grifone Gialloverde       | Roma                    | Elis, quartiere Casal Bruciato, Municipio Roma IV               | -                                |
| U.S.D. Academy Ladispoli         | Ladispoli (RM)          | Angelo Sale, Ladispoli                                          | 2º posto in Eccellenza girone A  |
| SSDARL Ottavia                   | Roma                    | Ivo Di Marco, quartiere Ottavia, Municipio Roma XIV             | 9º posto in Eccellenza girone A  |
| A.S.D. Pomezia Calcio 1957       | Pomezia (RM)            | Comunale, Pomezia                                               | 11º posto in Eccellenza girone A |
| A.S.D. Parioli Calcio            | Roma                    | La cavaccia, Allumiere                                          | -                                |
| A.S.D W3 Maccarese               | Roma                    | San Francesco, Acilia, Municipio Roma X                         | 3º posto in Eccellenza girone C  |

### Classifica finale
Fonte:
|  | Pos. | Squadra             | Pt | G  | V  | N  | P  | GF | GS  | DR  |
|  | ---- | ------------------- | -- | -- | -- | -- | -- | -- | --- | --- |
|  | 1.   | Pomezia             | 73 | 30 | 22 | 7  | 1  | 61 | 22  | +39 |
|  | 2.   | W3 Maccarese        | 63 | 30 | 19 | 6  | 5  | 58 | 31  | +27 |
|  | 3.   | Faul Cimini         | 58 | 30 | 16 | 10 | 4  | 59 | 28  | +31 |
|  | 4.   | Civitavecchia       | 53 | 30 | 15 | 8  | 7  | 59 | 42  | +17 |
|  | 5.   | Ladispoli           | 48 | 30 | 14 | 6  | 10 | 56 | 45  | +11 |
|  | 6.   | Certosa             | 47 | 30 | 13 | 8  | 9  | 55 | 42  | +13 |
|  | 7.   | Astrea              | 44 | 30 | 12 | 8  | 10 | 44 | 45  | -1  |
|  | 8.   | Boreale Donorione   | 43 | 30 | 10 | 13 | 7  | 38 | 29  | +9  |
|  | 9.   | Aranova             | 40 | 30 | 12 | 4  | 14 | 45 | 44  | +1  |
|  | 10.  | Campus Eur          | 39 | 30 | 10 | 9  | 11 | 42 | 41  | +1  |
|  | 11.  | Fiumicino           | 37 | 30 | 9  | 10 | 11 | 36 | 42  | -6  |
|  | 12.  | Cerveteri           | 36 | 30 | 10 | 6  | 14 | 40 | 43  | -3  |
|  | 13.  | Ottavia             | 34 | 30 | 9  | 7  | 14 | 37 | 46  | -9  |
|  | 14.  | Parioli             | 30 | 30 | 8  | 6  | 16 | 47 | 66  | -19 |
|  | 15.  | Atletico Vescovio   | 19 | 30 | 5  | 4  | 21 | 37 | 54  | -17 |
|  | 16.  | Grifone Gialloverde | 0  | 30 | 0  | 0  | 30 | 17 | 111 | -94 |

Legenda:
      Ammessa ai play-off A.
      Ammessa ai play-off B.
 Ai play-out.
      Retrocesse in Promozione Lazio.
Regolamento:
Tre punti a vittoria, uno a pareggio, zero a sconfitta.
In caso di arrivo a pari punti vale la classifica avulsa (escludendo il 1º, il 2º ed il 14º posto, per i quali è previsto uno spareggio).
I play-out non verranno disputati se tra le squadre designate ci sarà un divario superiore agli 8 punti.

### Risultati

#### Tabellone
|                     | Ara  | Ast  | AtV  | Bor  | CEu  | Cert | Cerv | Civ  | FCi  | Fiu  | Gri  | Lad  | Ott  | Pom  | Par  | W3M  |
| ------------------- | ---- | ---- | ---- | ---- | ---- | ---- | ---- | ---- | ---- | ---- | ---- | ---- | ---- | ---- | ---- | ---- |
| Aranova             | –––– | 1-2  | 3-2  | 2-0  | 2-0  | 0-3  | 1-3  | 3-2  | 1-1  | 1-2  | 3-1  | 3-1  | 1-0  | 0-1  | 1-1  | 0-1  |
| Astrea              | 1-1  | –––– | 2-1  | 0-2  | 3-0  | 1-2  | 3-1  | 2-5  | 1-2  | 3-3  | 2-0  | 1-0  | 2-2  | 0-2  | 1-0  | 3-2  |
| Atletico Vescovio   | 1-3  | 2-3  | –––– | 1-2  | 2-2  | 1-1  | 1-2  | 0-1  | 1-2  | 0-2  | 3-0  | 1-2  | 0-1  | 0-1  | 0-0  | 2-4  |
| Boreale Donorione   | 1-1  | 1-1  | 1-1  | –––– | 1-1  | 1-1  | 1-1  | 1-3  | 1-0  | 0-0  | 4-0  | 2-2  | 3-1  | 1-1  | 4-1  | 0-0  |
| Campus Eur          | 1-3  | 2-0  | 4-1  | 0-2  | –––– | 3-2  | 1-1  | 1-1  | 0-1  | 5-0  | 1-0  | 2-4  | 2-0  | 2-2  | 3-3  | 0-1  |
| Certosa             | 0-2  | 2-1  | 4-0  | 1-0  | 1-2  | –––– | 1-0  | 1-1  | 1-1  | 1-2  | 3-0  | 2-3  | 3-2  | 1-3  | 3-0  | 4-0  |
| Cerveteri           | 1-0  | 2-0  | 1-0  | 0-1  | 2-0  | 2-3  | –––– | 0-0  | 2-5  | 2-0  | 3-0  | 2-3  | 3-0  | 0-1  | 2-3  | 0-0  |
| Civitavecchia       | 2-1  | 1-1  | 3-0  | 2-1  | 2-1  | 3-1  | 0-0  | –––– | 2-3  | 2-1  | 5-1  | 1-2  | 3-1  | 1-2  | 4-3  | 0-3  |
| Faul Cimini         | 1-0  | 2-2  | 2-0  | 2-1  | 0-1  | 2-2  | 0-0  | 1-0  | –––– | 4-1  | 10-0 | 2-0  | 1-2  | 0-0  | 3-0  | 0-3  |
| Fiumicino           | 4-0  | 1-1  | 2-1  | 1-2  | 0-0  | 0-0  | 2-0  | 1-1  | 0-2  | –––– | 1-0  | 3-2  | 0-1  | 0-2  | 0-1  | 0-1  |
| Grifone Gialloverde | 0-3  | 0-2  | 0-4  | 0-3  | 2-4  | 2-6  | 3-4  | 0-5  | 0-1  | 1-3  | –––– | 0-4  | 0-2  | 1-3  | 2-5  | 0-1  |
| Ladispoli           | 3-2  | 2-2  | 1-0  | 1-1  | 1-0  | 1-1  | 1-0  | 0-1  | 1-1  | 3-3  | 8-1  | –––– | 1-0  | 3-4  | 4-1  | 0-1  |
| Ottavia             | 2-1  | 0-1  | 1-3  | 1-1  | 0-0  | 1-1  | 2-1  | 1-1  | 1-5  | 2-2  | 5-1  | 0-1  | –––– | 1-0  | 2-1  | 1-2  |
| Pomezia             | 4-1  | 1-0  | 3-2  | 3-0  | 3-1  | 5-1  | 3-1  | 4-1  | 1-1  | 0-0  | 4-1  | 1-0  | 0-0  | –––– | 3-2  | 2-0  |
| Parioli             | 0-3  | 1-3  | 1-4  | 1-0  | 0-2  | 1-2  | 3-2  | 2-3  | 2-2  | 1-1  | 5-1  | 4-0  | 4-3  | 1-1  | –––– | 0-4  |
| W3 Maccarese        | 3-2  | 4-0  | 0-3  | 0-0  | 1-1  | 2-1  | 5-2  | 3-3  | 2-2  | 3-1  | 4-0  | 3-2  | 2-1  | 0-1  | 3-0  | –––– |

### Spareggi

#### Play-out
|            | Risultati |           | Luogo e data             |
| ---------- | --------- | --------- | ------------------------ |
| Aranova    | 0 - 1     | Cerveteri | Fiumicino, 8 maggio 2022 |
| Campus Eur | 2 - 1     | Fiumicino | Roma, 8 maggio 2022      |
|            |           |           |                          |

## Girone B
| Club                               | Città (provincia)        | Stadio                                                         | Stagione precedente              |
| ---------------------------------- | ------------------------ | -------------------------------------------------------------- | -------------------------------- |
| A.S.D. Anzio Calcio 1924           | Anzio (RM)               | Massimo Bruschini, Anzio                                       | 3º posto in Eccellenza girone B  |
| A.S.D. Atletico Lodigiani          | Monte Compatri (RM)      | Francesca Gianni "A", quartiere San Basilio, Municipio Roma IV | 6º posto in Eccellenza girone C  |
| Pol. D. Cantalice                  | Cantalice (RI)           | Comunale bivio Poggio Bustone, Cantalice                       | -                                |
| A.S.D. Casal Barriera              | Roma                     | Nicolino Usai, quartiere Pietralata, Municipio Roma IV         | 5º posto in Eccellenza girone C  |
| A.S.D. Centro Sportivo Primavera   | Aprilia (LT)             | Ci. Ma. Nuovo Primavera, Aprilia                               | 5º posto in Eccellenza girone B  |
| A.S.D. Falaschelavinio             | Anzio (RM)               | Villa Claudia, Anzio                                           | 8º posto in Eccellenza girone B  |
| Indomita Pomezia A.S.D.            | Pomezia (RM)             | Sport's Campus, Pomezia                                        | 10º posto in Eccellenza girone B |
| A.S. LUISS S.S.D.A.R.L.            | Roma                     | Don Orione, quartiere Camilluccia, Municipio Roma XVII         | 7º posto in Eccellenza girone C  |
| A.S.D. Pro Calcio Tor Sapienza     | Roma                     | Giorgio Castelli, quartiere Tor Sapienza, Municipio Roma IV    | 7º posto in Eccellenza girone B  |
| A.S.D. Real RoccaDiPapa La Rustica | Rocca di Papa (RM)       | Nuova Rustica, Roma quartiere La Rustica, Municipio Roma IV    | -                                |
| S.S.D. Riano Calcio                | Riano (RM)               | Nicola Urbani, Riano                                           | -                                |
| A.S.D. Pol. Sant'Angelo Romano     | Sant'Angelo Romano (RM)  | Pietro Fiorentini, Guidonia                                    | -                                |
| A.S.D. Sporting Ariccia            | Ariccia (RM)             | Arrigo Menicocci, Ariccia                                      | 11º posto in Eccellenza girone B |
| A.S.D. Tivoli Calcio 1919          | Tivoli (RM)              | Olindo Galli, Tivoli                                           | 1º posto in Eccellenza girone C  |
| A.S.D. P. Vigor Perconti           | Roma                     | Vigor C.S. "A", quartiere Colli Aniene, Municipio Roma IV      | 10º posto in Eccellenza girone A |
| A.S.D. Villalba Ocres Moca 1952    | Guidonia Montecelio (RM) | Centro Sportivo Ocres Moca, Villalba                           | 10º posto in Eccellenza girone C |

### Classifica finale
Fonte:
|  | Pos. | Squadra                     | Pt | G  | V  | N | P  | GF | GS | DR  |
|  | ---- | --------------------------- | -- | -- | -- | - | -- | -- | -- | --- |
|  | 1.   | Tivoli                      | 78 | 30 | 25 | 3 | 2  | 78 | 23 | +55 |
|  | 2.   | Anzio                       | 64 | 30 | 19 | 7 | 4  | 75 | 38 | +37 |
|  | 3.   | LUISS                       | 60 | 30 | 19 | 3 | 8  | 61 | 43 | +18 |
|  | 4.   | Indomita Pomezia            | 49 | 30 | 15 | 4 | 11 | 55 | 44 | +11 |
|  | 5.   | Villalba Ocres Moca         | 46 | 30 | 13 | 7 | 10 | 50 | 45 | +5  |
|  | 6.   | C.S. Primavera              | 44 | 30 | 13 | 5 | 12 | 49 | 47 | +2  |
|  | 7.   | Falaschelavinio             | 43 | 30 | 12 | 7 | 11 | 41 | 38 | +3  |
|  | 8.   | Sant'Angelo Romano          | 42 | 30 | 12 | 6 | 12 | 47 | 46 | +1  |
|  | 9.   | Atletico Lodigiani          | 40 | 30 | 12 | 4 | 14 | 36 | 39 | -3  |
|  | 10.  | Sporting Ariccia            | 39 | 30 | 10 | 9 | 11 | 37 | 43 | -6  |
|  | 11.  | Real RoccaDiPapa La Rustica | 38 | 30 | 10 | 8 | 12 | 44 | 43 | +1  |
|  | 12.  | P.C. Tor Sapienza           | 38 | 30 | 10 | 8 | 12 | 33 | 46 | -13 |
|  | 13.  | Vigor Perconti              | 34 | 30 | 9  | 7 | 14 | 34 | 46 | -12 |
|  | 14.  | Cantalice                   | 32 | 30 | 8  | 8 | 14 | 32 | 45 | -13 |
|  | 15.  | Casal Barriera              | 24 | 30 | 6  | 6 | 18 | 41 | 65 | -24 |
|  | 16.  | Riano                       | 2  | 30 | 0  | 2 | 28 | 17 | 79 | -62 |

Legenda:
      Ammessa ai play-off A.
      Ammessa ai play-off B.
 Ai play-out.
      Retrocesse in Promozione Lazio.
Regolamento:
Tre punti a vittoria, uno a pareggio, zero a sconfitta.
In caso di arrivo a pari punti vale la classifica avulsa (escludendo il 1º, il 2º ed il 14º posto, per i quali è previsto uno spareggio).
I play-out non verranno disputati se tra le squadre designate ci sarà un divario superiore agli 8 punti.

### Risultati

#### Tabellone
|                             | Anz  | ALo  | Can  | Cas  | CSP  | Fal  | Ind  | LUI  | PCTS | RdP  | Ria  | SAn  | SpA  | Tiv  | VPe  | Vil  |
| --------------------------- | ---- | ---- | ---- | ---- | ---- | ---- | ---- | ---- | ---- | ---- | ---- | ---- | ---- | ---- | ---- | ---- |
| Anzio                       | –––– | 3-1  | 3-0  | 1-0  | 3-0  | 1-1  | 2-0  | 3-3  | 4-1  | 3-1  | 7-1  | 2-1  | 3-1  | 0-0  | 3-1  | 1-1  |
| Atletico Lodigiani          | 2-3  | –––– | 3-1  | 1-1  | 0-1  | 2-1  | 1-3  | 1-2  | 0-0  | 2-0  | 2-0  | 1-0  | 0-2  | 1-0  | 2-0  | 3-2  |
| Cantalice                   | 0-1  | 0-0  | –––– | 3-0  | 0-1  | 2-1  | 1-3  | 3-2  | 0-1  | 2-2  | 3-0  | 4-2  | 1-1  | 0-3  | 0-0  | 1-0  |
| Casal Barriera              | 1-5  | 1-2  | 1-2  | –––– | 3-2  | 1-3  | 0-1  | 1-4  | 4-1  | 1-1  | 4-0  | 1-4  | 2-0  | 2-3  | 1-1  | 0-0  |
| C.S. Primavera              | 1-1  | 2-1  | 2-0  | 3-2  | –––– | 0-0  | 4-0  | 2-2  | 4-1  | 1-2  | 4-2  | 3-1  | 0-3  | 1-3  | 1-0  | 0-2  |
| Falaschelavinio             | 1-4  | 3-2  | 2-0  | 1-1  | 1-1  | –––– | 2-3  | 0-1  | 2-0  | 1-1  | 3-0  | 2-4  | 1-0  | 0-2  | 3-1  | 3-0  |
| Indomita Pomezia            | 2-2  | 3-0  | 1-1  | 3-1  | 1-3  | 0-0  | –––– | 0-1  | 0-0  | 2-1  | 2-0  | 3-1  | 2-0  | 0-1  | 5-0  | 2-4  |
| LUISS                       | 2-1  | 0-3  | 5-1  | 2-1  | 3-2  | 3-1  | 0-6  | –––– | 2-0  | 4-1  | 2-1  | 2-1  | 1-0  | 2-3  | 0-2  | 0-1  |
| P.C. Tor Sapienza           | 1-3  | 1-1  | 2-1  | 5-1  | 3-2  | 0-2  | 3-2  | 0-1  | –––– | 0-1  | 3-2  | 0-0  | 0-0  | 2-1  | 0-0  | 2-2  |
| Real RoccaDiPapa La Rustica | 3-5  | 1-0  | 2-0  | 1-1  | 3-2  | 2-0  | 5-2  | 1-3  | 1-2  | –––– | 4-1  | 0-0  | 2-2  | 0-1  | 0-0  | 2-0  |
| Riano                       | 2-3  | 0-2  | 0-0  | 1-2  | 1-3  | 0-1  | 1-3  | 1-3  | 0-1  | 0-3  | –––– | 0-1  | 2-2  | 0-3  | 0-5  | 0-1  |
| Sant'Angelo Romano          | 1-0  | 1-2  | 0-3  | 3-2  | 3-0  | 1-0  | 1-2  | 2-1  | 2-1  | 3-2  | 2-0  | –––– | 1-1  | 2-3  | 5-1  | 1-1  |
| Sporting Ariccia            | 1-1  | 3-1  | 1-1  | 3-0  | 0-0  | 1-2  | 0-2  | 0-5  | 1-2  | 2-2  | 2-1  | 1-0  | –––– | 2-4  | 1-0  | 3-2  |
| Tivoli                      | 4-3  | 2-0  | 3-1  | 3-0  | 2-0  | 5-0  | 5-1  | 2-1  | 4-0  | 1-0  | 1-0  | 2-2  | 5-1  | –––– | 4-0  | 2-0  |
| Vigor Perconti              | 1-4  | 2-0  | 0-0  | 1-2  | 4-1  | 0-0  | 1-0  | 2-3  | 2-0  | 1-0  | 3-1  | 2-2  | 0-1  | 0-4  | –––– | 5-1  |
| Villalba Ocres Moca         | 4-0  | 1-0  | 3-1  | 5-4  | 0-3  | 0-4  | 3-1  | 2-2  | 1-1  | 1-0  | 4-0  | 4-0  | 0-2  | 2-2  | 2-0  | –––– |

### Spareggi

#### Play-out
|                    | Risultati |                             | Luogo e data            |
| ------------------ | --------- | --------------------------- | ----------------------- |
| Sant'Angelo Romano | 0 - 1     | Vigor Perconti              | Guidonia, 8 maggio 2022 |
| Atletico Lodigiani | 0 - 1     | P.C. Tor Sapienza           | Roma, 8 maggio 2022     |
| Sporting Ariccia   | 0 - 1     | Real RoccaDiPapa La Rustica | Ariccia, 8 maggio 2022  |
|                    |           |                             |                         |

## Girone C
| Club                            | Città (provincia)               | Stadio                            | Stagione precedente             |
| ------------------------------- | ------------------------------- | --------------------------------- | ------------------------------- |
| U.S.D. Arce 1932                | Arce (FR)                       | Lino De Santis, Arce              | -                               |
| S.S. Atletico Lazio A.S.D.      | Formia (LT)                     | Comunale Di Maranola, Formia      | -                               |
| A.S.D. Audace 1919              | Genazzano (RM)                  | Le Rose, Genazzano                | 9º posto in Eccellenza girone C |
| A.S.D. Città di Anagni Calcio   | Anagni (FR)                     | Comunale, Supino                  | -                               |
| A.S.D. Città Monte S.G. Campano | Monte San Giovanni Campano (FR) | Montorli, Boville Ernica          | -                               |
| A.S.D. Pol. Città di Paliano    | Paliano (FR)                    | Piergiorgio Tintisona, Paliano    | 4º posto in Eccellenza girone C |
| S.S.D. Colleferro Calcio        | Colleferro (RM)                 | Andrea Caslini, Colleferro        | -                               |
| S.S.D. Ferentino Calcio         | Ferentino (FR)                  | Comunale "A", Ferentino           | -                               |
| A.S.D. Gaeta                    | Gaeta (LT)                      | Antonio Riciniello, Gaeta         | 9º posto in Eccellenza girone B |
| Itri Calcio SSD ARL             | Itri (LT)                       | Comunale, Itri                    | -                               |
| Lupa Frascati A.S.D.            | Frascati (RM)                   | Stadio 8 Settembre, Frascati      | 2º posto in Eccellenza girone B |
| A.S.D. Morolo Calcio            | Morolo (FR)                     | Arnaldo Marocco, Morolo           | -                               |
| A.S.D. Pontinia                 | Pontinia (LT)                   | Riccardo Caporuscio "A", Pontinia | -                               |
| A.S.D. Sora Calcio 1907         | Sora (FR)                       | Claudio Tomei, Sora               | 2º posto in Eccellenza girone C |
| A.S.D. P. Terracina Calcio      | Terracina (LT)                  | Mario Colavolpe "A", Terracina    | -                               |
| A.S.D. Vis Sezze                | Sezze (LT)                      | Antonio Tasciotti, Sezze          | -                               |

### Classifica finale
Fonte:
|  | Pos. | Squadra              | Pt | G  | V  | N  | P  | GF | GS  | DR   |
|  | ---- | -------------------- | -- | -- | -- | -- | -- | -- | --- | ---- |
|  | 1.   | Lupa Frascati A.S.D. | 69 | 30 | 21 | 6  | 3  | 71 | 27  | +44  |
|  | 2.   | Sora                 | 67 | 30 | 21 | 4  | 5  | 72 | 23  | +49  |
|  | 3.   | Ferentino            | 60 | 30 | 18 | 6  | 6  | 51 | 28  | +23  |
|  | 4.   | Gaeta                | 50 | 30 | 15 | 5  | 10 | 57 | 35  | +22  |
|  | 5.   | Terracina            | 47 | 30 | 12 | 11 | 7  | 42 | 28  | +14  |
|  | 6.   | Anagni               | 47 | 30 | 13 | 8  | 9  | 53 | 32  | +21  |
|  | 7.   | Vis Sezze            | 46 | 30 | 13 | 7  | 10 | 52 | 35  | +17  |
|  | 8.   | Itri                 | 46 | 30 | 13 | 7  | 10 | 40 | 32  | +8   |
|  | 9.   | Audace               | 46 | 30 | 13 | 7  | 10 | 35 | 29  | +6   |
|  | 10.  | Arce                 | 42 | 30 | 12 | 6  | 12 | 43 | 41  | +2   |
|  | 11.  | Colleferro           | 40 | 30 | 10 | 10 | 10 | 48 | 34  | +14  |
|  | 12.  | Paliano              | 38 | 30 | 10 | 8  | 12 | 34 | 35  | -1   |
|  | 13.  | Monte S.G. Campano   | 35 | 30 | 10 | 5  | 15 | 40 | 39  | +1   |
|  | 14.  | Pontinia             | 28 | 30 | 7  | 7  | 16 | 35 | 45  | -10  |
|  | 15.  | Morolo               | 9  | 30 | 2  | 3  | 25 | 30 | 86  | -56  |
|  | 16.  | Atletico Lazio       | 0  | 30 | 0  | 0  | 30 | 4  | 158 | -154 |

Legenda:
      Ammessa ai play-off A.
      Ammessa ai play-off B.
 Ai play-out.
      Retrocesse in Promozione Lazio.
Regolamento:
Tre punti a vittoria, uno a pareggio, zero a sconfitta.
In caso di arrivo a pari punti vale la classifica avulsa (escludendo il 1º, il 2º ed il 14º posto, per i quali è previsto uno spareggio).
I play-out non verranno disputati se tra le squadre designate ci sarà un divario superiore agli 8 punti.

### Risultati

#### Tabellone
|                      | Ana  | Arc  | ALa  | Aud  | Col  | Fer  | Gae  | Itr  | Lup  | MSG  | Mor  | Pal  | Pon  | Sor  | Ter  | VSe  |
| -------------------- | ---- | ---- | ---- | ---- | ---- | ---- | ---- | ---- | ---- | ---- | ---- | ---- | ---- | ---- | ---- | ---- |
| Anagni               | –––– | 1-2  | 6-0  | 1-0  | 1-0  | 1-1  | 0-1  | 2-2  | 3-3  | 0-2  | 4-0  | 0-1  | 2-1  | 1-2  | 2-2  | 0-1  |
| Arce                 | 0-0  | –––– | 8-1  | 2-2  | 0-0  | 1-2  | 3-2  | 1-0  | 1-4  | 2-1  | 3-2  | 1-0  | 0-1  | 0-0  | 1-0  | 1-0  |
| Atletico Lazio       | 0-4  | 0-5  | –––– | 0-3  | 0-1  | 0-3  | 0-4  | 0-4  | 0-13 | 0-6  | 2-5  | 1-5  | 0-3  | 0-9  | 0-7  | 0-7  |
| Audace               | 0-1  | 2-0  | 5-0  | –––– | 1-1  | 1-0  | 1-0  | 3-0  | 0-0  | 1-0  | 3-0  | 1-0  | 1-0  | 0-3  | 0-2  | 1-2  |
| Colleferro           | 1-1  | 4-3  | 10-0 | 1-1  | –––– | 3-1  | 2-0  | 0-2  | 1-2  | 0-1  | 5-0  | 3-1  | 0-0  | 2-2  | 1-1  | 3-0  |
| Ferentino            | 1-1  | 1-0  | 3-0  | 4-1  | 0-2  | –––– | 0-1  | 1-1  | 1-1  | 3-0  | 7-3  | 2-1  | 3-2  | 2-1  | 1-2  | 1-0  |
| Gaeta                | 2-0  | 5-1  | 5-0  | 2-3  | 3-1  | 1-1  | –––– | 0-1  | 1-2  | 2-1  | 3-1  | 3-1  | 5-0  | 1-3  | 3-1  | 1-1  |
| Itri                 | 0-2  | 3-0  | 1-0  | 2-0  | 3-2  | 0-1  | 2-1  | –––– | 1-3  | 4-0  | 2-2  | 2-0  | 1-0  | 2-4  | 1-1  | 3-1  |
| Lupa Frascati A.S.D. | 2-3  | 1-1  | 1-0  | 1-2  | 3-0  | 0-1  | 3-3  | 2-0  | –––– | 2-0  | 4-1  | 1-0  | 4-1  | 1-0  | 1-0  | 4-3  |
| Monte S.G. Campano   | 0-1  | 1-3  | 5-0  | 1-1  | 1-1  | 0-2  | 0-2  | 1-0  | 0-2  | –––– | 4-0  | 1-1  | 2-0  | 0-1  | 1-1  | 1-2  |
| Morolo               | 1-8  | 0-1  | 5-0  | 1-2  | 1-2  | 0-1  | 0-1  | 0-0  | 1-3  | 1-4  | –––– | 0-1  | 1-4  | 0-4  | 1-2  | 1-1  |
| Paliano              | 3-3  | 1-1  | 5-0  | 1-0  | 2-0  | 0-2  | 4-2  | 0-0  | 1-3  | 0-0  | 2-1  | –––– | 1-0  | 0-2  | 1-3  | 0-0  |
| Pontinia             | 0-1  | 1-0  | 9-0  | 0-0  | 1-1  | 3-4  | 1-1  | 0-1  | 0-0  | 1-4  | 2-1  | 0-2  | –––– | 1-3  | 0-0  | 2-1  |
| Sora                 | 2-1  | 2-1  | 6-0  | 1-0  | 0-0  | 0-1  | 1-0  | 3-1  | 1-2  | 3-1  | 5-0  | 3-0  | 2-0  | –––– | 3-1  | 2-0  |
| Terracina            | 2-1  | 1-0  | 2-0  | 3-0  | 2-1  | 1-1  | 0-1  | 0-0  | 0-1  | 2-0  | 3-0  | 0-0  | 0-0  | 2-2  | –––– | 1-1  |
| Vis Sezze            | 0-2  | 3-1  | 8-0  | 0-0  | 1-0  | 1-0  | 1-1  | 2-1  | 1-2  | 1-2  | 3-1  | 0-0  | 4-2  | 3-2  | 4-0  | –––– |

### Spareggi

#### Play-out
|        | Risultati |            | Luogo e data             |
| ------ | --------- | ---------- | ------------------------ |
| Audace | 3 - 1     | Paliano    | Genazzano, 8 maggio 2022 |
| Arce   | 1 - 3     | Colleferro | Arce, 8 maggio 2022      |

## Spareggi intergirone

### Play-off A

#### Classifica finale
|  | Pos. | Squadra              | Pt | G | V | Vr | Pr | P | GF | GS | DR |
|  | ---- | -------------------- | -- | - | - | -- | -- | - | -- | -- | -- |
|  | 1.   | Tivoli               | 5  | 2 | 1 | 1  | 0  | 0 | 3  | 2  | +1 |
|  | 2.   | Lupa Frascati A.S.D. | 3  | 2 | 0 | 1  | 1  | 0 | 2  | 2  | 0  |
|  | 3.   | Pomezia              | 1  | 2 | 0 | 0  | 1  | 1 | 0  | 1  | -1 |

Legenda:
      Promossa in Serie D 2022-2023.
      Ammessa agli spareggi per accedere ai play-off nazionali.
Regolamento:
Tre punti per la gara vinta nei tempi regolamentari, due punti per la gara vinta ai tiri di rigore, un punto per la gara persa ai tiri di rigore, zero punti per la gara persa nei tempi regolamentari.
In caso di arrivo a pari punti si terrà conto dei seguenti criteri:
- Maggior numero di punti conseguiti negli incontri diretti;
- Miglior differenza reti negli incontri diretti (non si calcolano i tiri di rigore)
- Sorteggio

#### Risultati
|                      | Risultati     |                      | Luogo e data            |
| -------------------- | ------------- | -------------------- | ----------------------- |
| Lupa Frascati A.S.D. | 2-2 (2-4 dtr) | Tivoli               | Frascati, 8 maggio 2022 |
| Pomezia              | 0-0 (5-6 dtr) | Lupa Frascati A.S.D. | Pomezia, 11 maggio 2022 |
| Tivoli               | 1-0           | Pomezia              | Tivoli, 15 maggio 2022  |

### Play-off B

#### Classifica finale
|  | Pos. | Squadra      | Pt | G | V | Vr | Pr | P | GF | GS | DR |
|  | ---- | ------------ | -- | - | - | -- | -- | - | -- | -- | -- |
|  | 1.   | W3 Maccarese | 5  | 2 | 1 | 1  | 0  | 0 | 3  | 2  | +1 |
|  | 2.   | Sora         | 3  | 2 | 0 | 1  | 1  | 0 | 2  | 2  | 0  |
|  | 3.   | Anzio        | 1  | 2 | 0 | 0  | 1  | 1 | 2  | 3  | -1 |

Legenda:
      Ammessa agli spareggi per accedere ai play-off nazionali.
Regolamento:
Tre punti per la gara vinta nei tempi regolamentari, due punti per la gara vinta ai tiri di rigore, un punto per la gara persa ai tiri di rigore, zero punti per la gara persa nei tempi regolamentari.
In caso di arrivo a pari punti si terrà conto dei seguenti criteri:
- Maggior numero di punti conseguiti negli incontri diretti;
- Miglior differenza reti negli incontri diretti (non si calcolano i tiri di rigore)
- Sorteggio

#### Risultati
|              | Risultati      |              | Luogo e data             |
| ------------ | -------------- | ------------ | ------------------------ |
| W3 Maccarese | 1-1 (5-4 dtr)  | Sora         | Ladispoli, 8 maggio 2022 |
| Sora         | 1 -1 (9-8 dtr) | Anzio        | Sora, 11 maggio 2022     |
| Anzio        | 1-2            | W3 Maccarese | Anzio, 15 maggio 2022    |